# Richard Lipinski

Richard Lipinski (1927)

Robert Richard Lipinski (* 6. Februar 1867 in Danzig; † 18. April 1936 in Bennewitz bei Wurzen) war ein deutscher Gewerkschafter, Politiker (SPD/USPD), Schriftsteller und Publizist sowie Widerstandskämpfer gegen den Nationalsozialismus. Er war von 1903 bis 1907 und 1920 bis 1933 Mitglied des Reichstages. In den Jahren 1907 bis 1933 war er Bezirksvorsitzender der SPD (bzw. während der Parteispaltung 1917–1922 der USPD) in Leipzig. 
Während der Deutschen Revolution war Lipinski von November 1918 bis Januar 1919 Vorsitzender des Rates der Volksbeauftragten im Freistaat Sachsen, von 1919 bis 1920 Vizepräsident der Sächsischen Volkskammer und danach bis 1923 sächsischer Innenminister. Aufgrund seiner Ablehnung des Ermächtigungsgesetzes im Reichstag wurde er ab 1933 von den NS-Machthabern verfolgt und inhaftiert.

## Leben
Richard Lipinski wurde als drittes von vier Kindern des Balkenhauers und Modellmeisters Heinrich Johann Lipjinski (Libginski; * 17. April 1837 in Tiegenhof/Westpreußen, † 4. April 1875 in Danzig) und der Wilhelmine Schröder (1832–1885; aus Stolp, Hinterpommern) geboren. Er wurde katholisch getauft, trat später aber aus der Kirche aus. Lipinski musste schon frühzeitig zum Lebensunterhalt der Familie beitragen. Die Trennung der Eltern sowie der frühe Tod des Vaters als auch materielle Not überschatteten seine Jugend. Bereits als Kind musste er auf einer Schiffswerft arbeiteten. An eine höhere Bildung über die Volksschule hinaus war nicht zu denken. Lipinski besuchte von 1874 bis 1881 die Volksschule zu Danzig.
Nach kurzfristiger Verdingung als Lohnarbeiter in einer Gärtnerei folgte Ende 1881 eine Handlungsgehilfenlehre in einem Materialwarengeschäft mit Branntweinausschank, die Lipinski wegen Misshandlung durch den Lehrherrn im Frühjahr 1882 abbrach. Im April 1882 kam er mit seiner Mutter  nach Leipzig, wo er zunächst seine Lehre in einem Geschäft der gleichen Branche beendete. Anschließend fand er eine Anstellung in einem Destillationsgeschäft und später als Buchhalter in der Spiegel- und Rahmenfabrik seines Bruders.
Ab September 1882 war er bereits nebenberuflich als Berichterstatter für die sozialdemokratische Leipziger Zeitung Der Wähler tätig, aus der im Jahr 1894 die Leipziger Volkszeitung hervorging. In diesen Jahren wurde er mehrmals wegen Vergehens gegen die pressegesetzlichen Bestimmungen zu Geld- und Haftstrafen verurteilt.
Im Jahr 1886 trat er in die Gewerkschaft und mit der Aufhebung des Sozialistengesetzes 1890 in die Sozialdemokratische Partei Deutschlands (SPD) ein. Im selben Jahr war er Mitbegründer der „Freien Vereinigung der Kaufleute“ in Leipzig. Im Jahr 1897 war Lipinski Mitbegründer des Zentralverbandes der Handlungsgehilfen (Vorläufer des Zentralverbandes der Angestellten). Im Jahr 1900 war er an der Gründung des Vereins der Arbeiterpresse beteiligt, Lipinski selbst bezeichnete sich als der Gründervater des Vereines. Ein Jahr später war er Mitbegründer der „Unterstützungsvereinigung der auf dem Boden der modernen Arbeiterbewegung stehenden Angestellten“. Von 1891 bis 1901 arbeitete er nebenbei als Redakteur bei der Leipziger Volkszeitung.

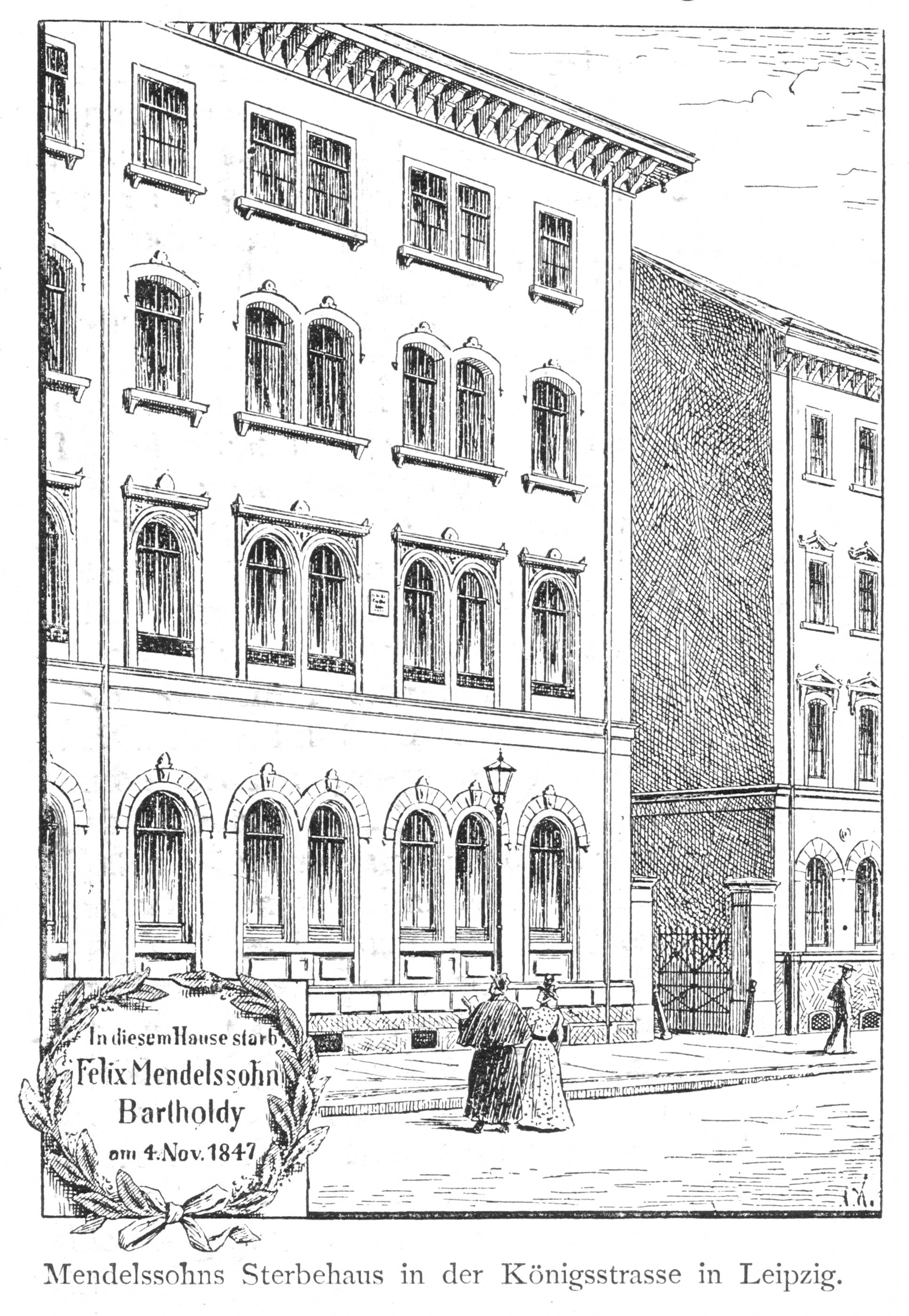
Haus in der ehem. Königstraße, heute das Mendelssohn-Haus

Im Jahr 1898 gründete er einen Verlagsbuchhandel in Leipzig. Das Geschäft in der Leipziger Königstraße, heute Goldschmidtstraße 12, betrieb er als „Theater- und Musikalienverlag“, der ihm eine relativ gesicherte Existenz verschaffte. Er konnte somit weiterhin schriftstellerisch tätig sein. Neben Büchern und Musikalien, den Fahnen der Republik und der SPD, sowie politischen Postkarten, gehörten auch „Sommerfest-, Scherz- und Karnevalsartikel“ zum Angebot. Den Verlagshandel übergab er 1922 seinem ältesten Sohn Richard.
Lipinski heiratete am 24. Dezember 1894 in Kleinmiltitz seine Frau Selma Maria, geb. Böttger (1875–1960), mit der er acht Kinder hatte. Sein Sohn Fritz Lipinski (* 1915) wurde als Architekt und Lyriker bekannt. Im Jahr 1921 heiratete seine Tochter Margarete den (U)SPD-Politiker Stanislaw Trabalski. Er wohnte in Mark Ottendorf, Teil der Gemeinde Bennewitz, 25 Kilometer östlich von Leipzig.

## Politische Karriere

Das Leipziger Agitationskomitee 1903; von links nach rechts: Fritz Nüchtern, Friedrich Seger, Gustav Orbel, Karl Schrörs und Richard Lipinski

Sein erstes Politisches Amt errang Lipinski im Jahr 1897, während einer Protestwahl gegen Ernst Grenz, als er erstmals in das Leipziger Agitationskomitee gewählt wurde. Dies war eine kleine Sensation, da nicht nur das geringe Alter, sondern auch die fehlende Handwerksausbildung sowie die nicht lange zurückliegende Zuwanderung aus Westpreußen gegen ihn sprachen. Im Jahr 1898 kandidierte Lipinski im Wahlkreis Oschatz-Grimma, einer Hochburg der Konservativen, erstmals für den Reichstag und verlor die Wahl mit 32 Prozent der Stimmen.
In den Jahren 1903 bis 1907 war er Mitglied des Reichstages. In der Leipziger Arbeiterbewegung wurde er zu einer überragenden Integrationsfigur und war von 1907 bis 1917 Vorsitzender des SPD-Bezirks Leipzig. Von 1912 bis 1916 gehörte er dem zentralen Parteiausschuss der SPD an. Während des Ersten Weltkrieges, 1917, schloss er sich der Unabhängigen Sozialdemokratische Partei (USPD) an, die in der Kriegsfrage eine von der Mehrheitssozialdemokratie abweichende Stellung vertrat. Es zeugt von seiner Führungspersönlichkeit, dass die Leipziger SPD fast geschlossen zur USPD übertrat, Lipinski war auch in dieser Partei Bezirksvorsitzender in Leipzig. Von 1917 bis 1922 war er Mitglied im zentralen Beirat der USPD. Im März 1918 wurde Lipinski wegen Verdachts des „versuchten Hochverrats“ in Untersuchungshaft eingeliefert. Bevor jedoch der Prozess beginnen konnte, brach die Novemberrevolution aus. 
Nachdem zum Ende des Ersten Weltkrieges Hermann Fleißner am 10. November 1918 im Zirkus Sarrasani in Dresden den Freistaat Sachsen ausgerufen hatte, war Lipinski vom 15. November 1918 bis 16. Januar 1919 Volksbeauftragter für Äußeres und Inneres und Vorsitzender des Rates der Volksbeauftragten (provisorische Regierung) in Sachsen. Eines seiner ersten Ziele war die Einführung des allgemeinen, gleichen, unmittelbaren und geheimen Verhältniswahlrechts für Männer und Frauen über 21 Jahren. Dieses führte er bereits am 28. November 1918 ein. Im Dezember 1918 war er Delegierter beim Reichsrätekongress. 
Von Februar 1919 bis November 1920 war er Abgeordneter der Sächsischen Volkskammer und dort Vorsitzender der USPD-Fraktion sowie Zweiter Vizepräsident der Kammer. Vom 11. Dezember 1920 bis 2. Februar 1923 war Lipinski sächsischer Staatsminister des Innern unter Wilhelm Buck (MSPD). Im Jahr 1922 trat er, wie die Mehrheit der USPD-Mitglieder, wieder der (Vereinigten) SPD bei. Bis zum Verbot der Partei 1933 war er erneut Vorsitzender des SPD-Bezirksvorstands Leipzig sowie Mitglied im zentralen Parteiausschuss. Wohl kein anderer regionaler Parteiführer in der Geschichte der deutschen Sozialdemokratie dürfte so oft in seinem Amt bestätigt worden sein.
Zwischen 1920 und 1933 war Lipinski abermals Mitglied des Reichstages, wo er den Wahlkreis 29 (Leipzig) vertrat. Am 22. Februar 1924 war er Mitbegründer und Mitglied des Zentralverbandes der Angestellten und des Reichsbanners Schwarz-Rot-Gold. Am 23. März 1933 stimmte er im Reichstag gegen das „Gesetz zur Behebung der Not von Volk und Reich“, das sogenannte Ermächtigungsgesetz für Adolf Hitler und dies trotz der unmittelbaren physischen Bedrängnis durch die Nationalsozialisten im und vor dem Sitzungssaal.

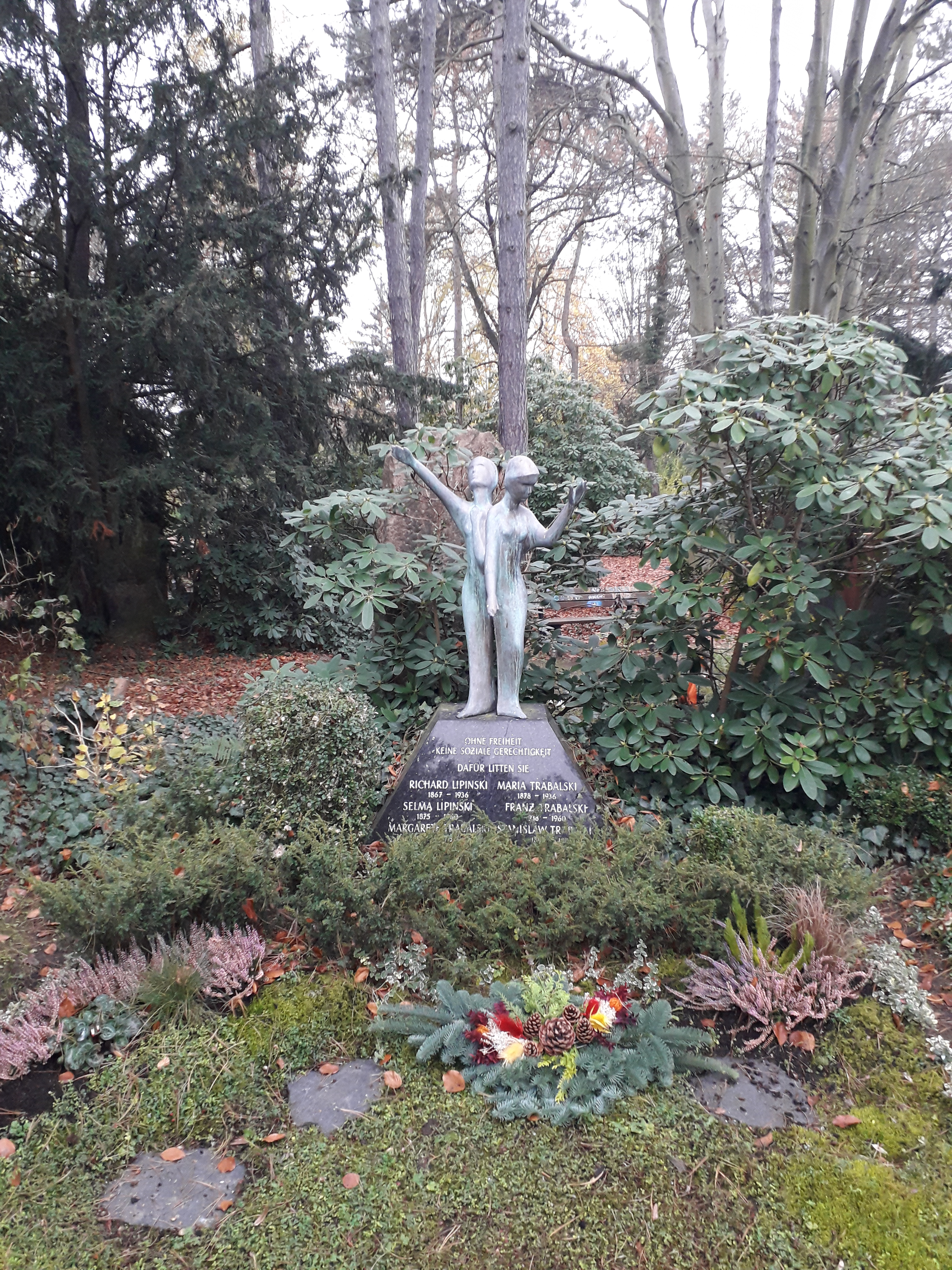
Grab von Richard Lipinski auf dem Leipziger Südfriedhof

Als prominenter Sozialdemokrat und ehemaliger sächsischer Innenminister war Lipinski unter dem NS-Regime in den Jahren 1933 sowie von 1934 bis 1935 in Haft; er starb 1936 an den Haftfolgen. Unter den Augen der Gestapo versammelten sich etwa tausend Menschen, um ihm die letzte Ehre zu erweisen. Auf Fotos von Überwachungskameras wurden unter anderem Erich Schilling und August Kroneberg identifiziert. Lipinskis Grab befindet sich auf dem Leipziger Südfriedhof.

## Würdigungen
Seit 1992 erinnert im Berliner Ortsteil Tiergarten an der Ecke Scheidemannstraße/Platz der Republik eine der 96 Gedenktafeln für von den Nationalsozialisten ermordete Reichstagsabgeordnete an Richard Lipinski. Im Vorraum des Fraktionsvorstandssaales der SPD im Deutschen Bundestag würdigt eine Texttafel den Widerstand der sozialdemokratischen Parlamentarier gegen das Ermächtigungsgesetz der Nationalsozialisten am 23. März 1933.
Seit dem 6. November 1996 trägt das Leipziger SPD-Traditionshaus in der Rosa-Luxemburg-Straße 19–21 den Namen Richard-Lipinski-Haus. Das sanierte Büro-, Geschäfts- und Wohnhaus wurde von Bundesschatzmeisterin Inge Wettig-Danielmeier in Gedenken an den führenden Leipziger und sächsischen Sozialdemokraten eingeweiht. 
Im Jahr 1945 wurde ein Teil der heutigen Käthe-Kollwitz-Straße nach Richard Lipinski benannt. Aber schon 1962 verschwand der Straßenname wieder. Im Juli 2000 beschloss der Leipziger Stadtrat die Umbenennung der Ethel- und Julius-Rosenberg-Straße im Stadtteil Großzschocher in Lipinskistraße. 
Am 6. Februar 2006 ehrte die SPD den ersten demokratischen Regierungschef Sachsens anlässlich seines 140. Geburtstages an dessen Grab auf dem Leipziger Südfriedhof. Am 9. September 2014 wurde ihm zum Gedenken in der Goldschmidtstraße 12 in Leipzig vor seinem ehemaligen Wohn- und Geschäftshaus, dem heutigen Felix-Mendelssohn-Bartholdy-Museum, ein Stolperstein durch den Künstler Gunter Demnig verlegt.

Gedenktafeln und Gedenkorte
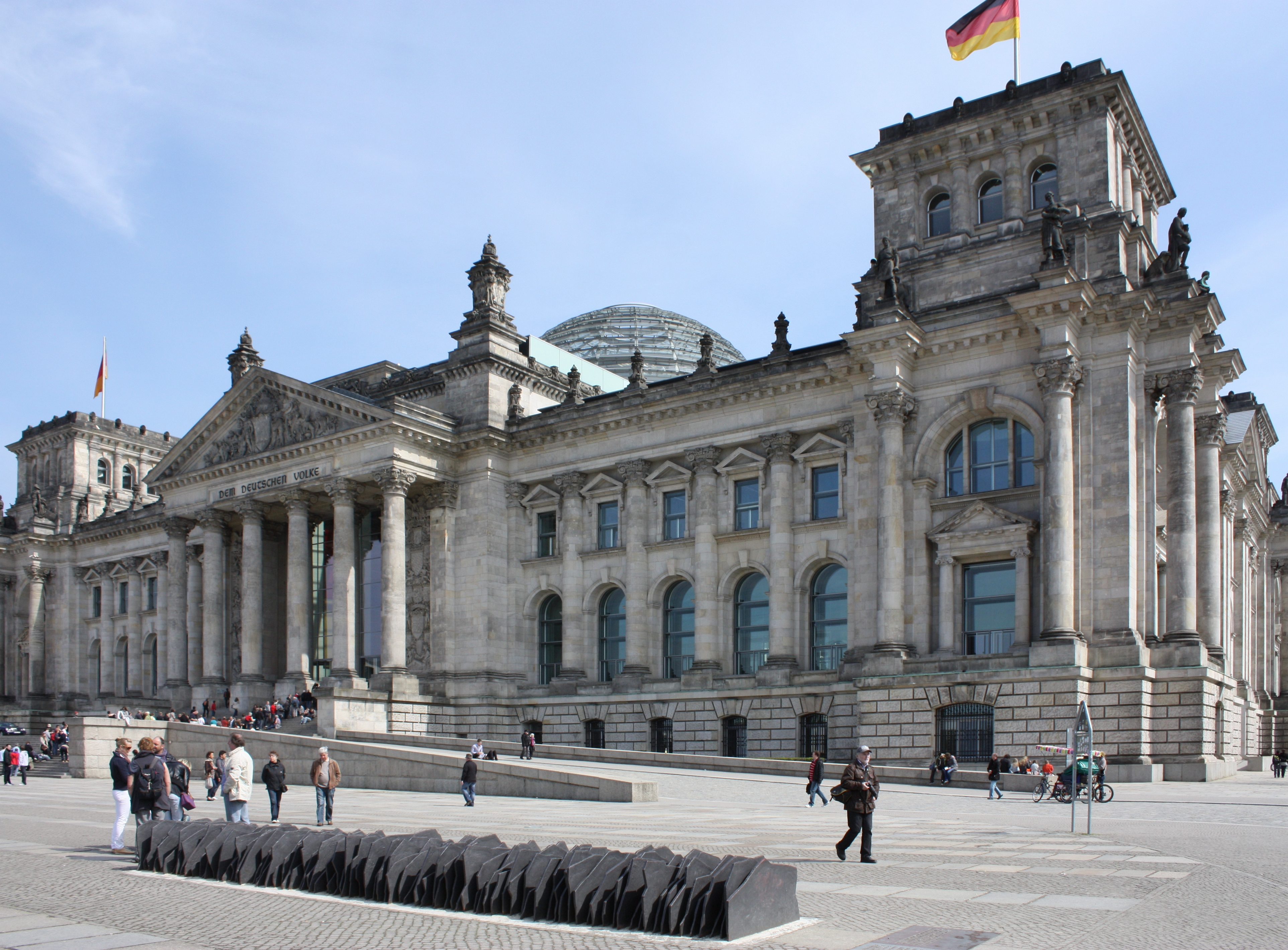
Gedenktafeln am Reichstag
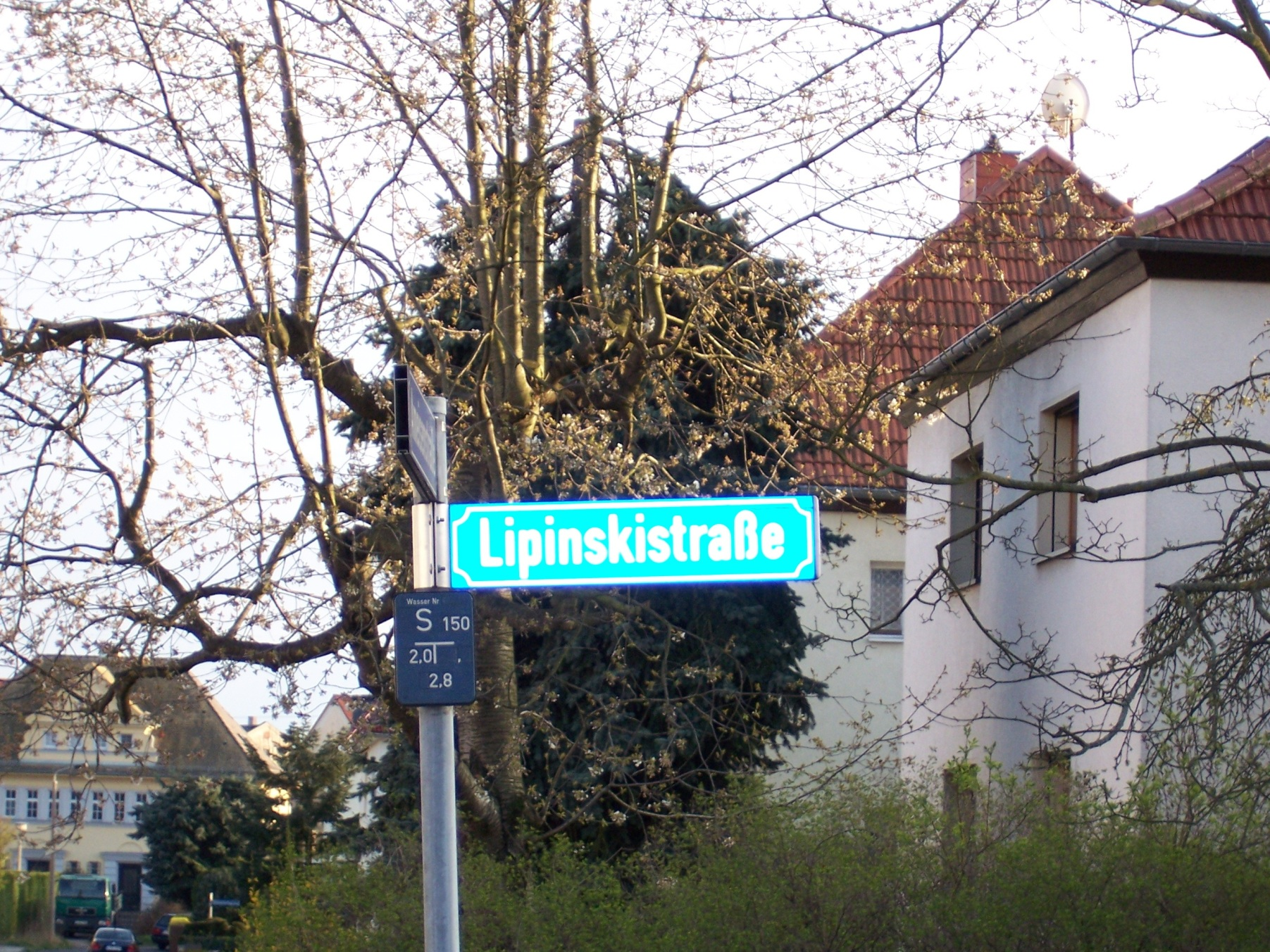
Lipinskistraße in Leipzig
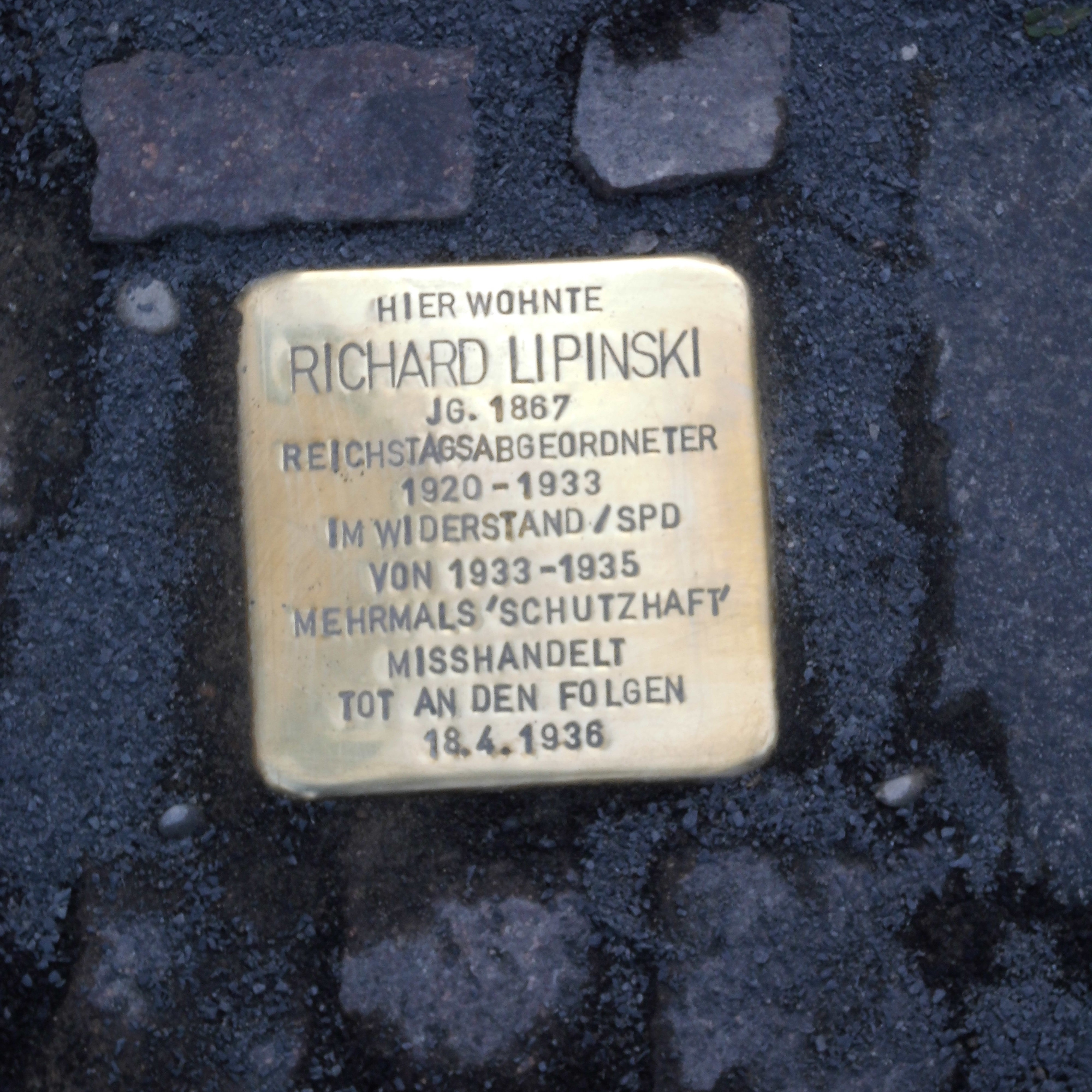
Stolperstein vor Lipinskis Wohnhaus in Leipzig

## Veröffentlichungen/Werke

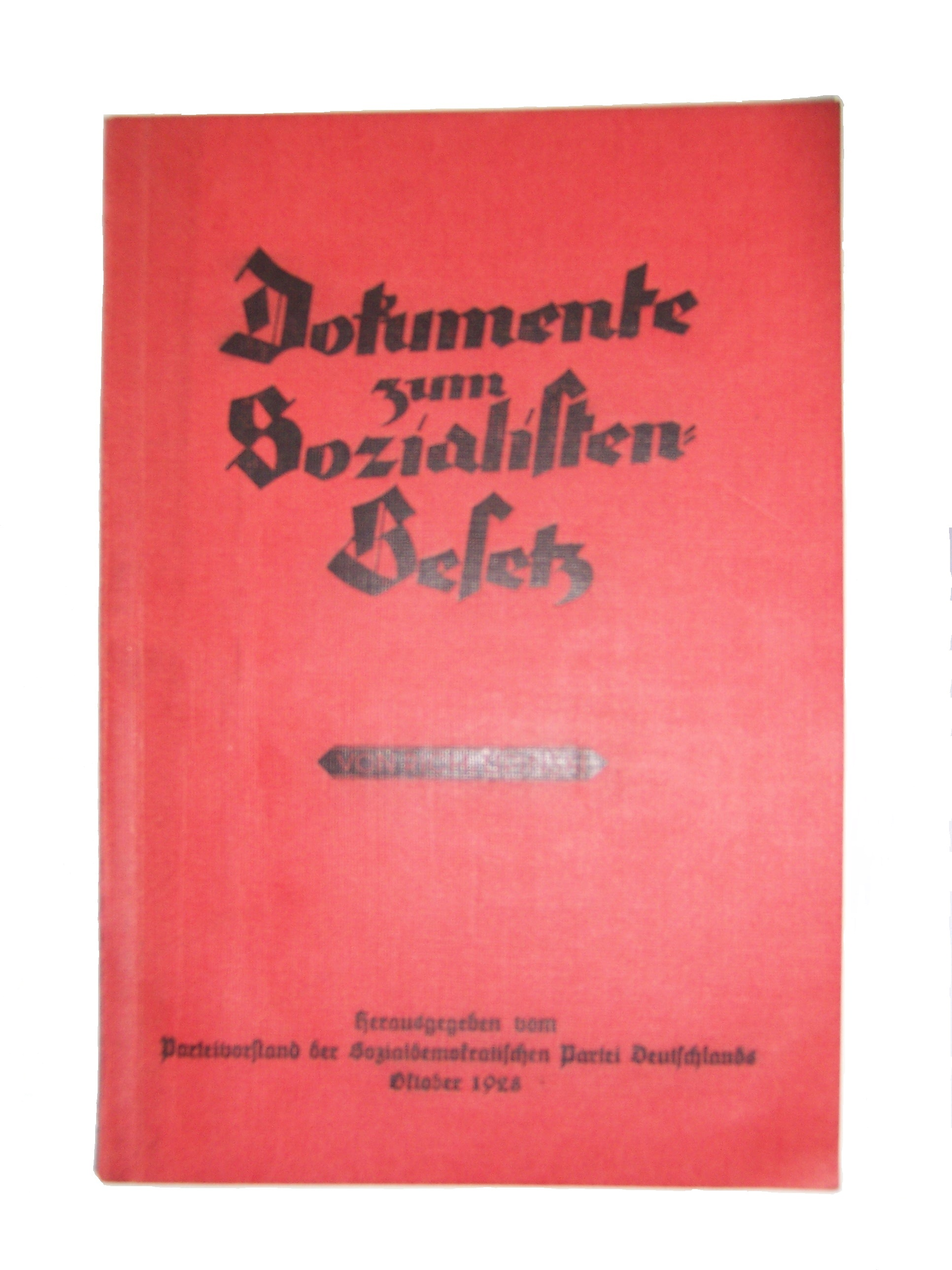
Dokumente zum Sozialistengesetz

Parallel zu seiner journalistischen, entwickelte sich seine schriftstellerische Tätigkeit. Sozialpolitische Themen (Arbeitsrecht u. Ä.) standen anfangs im Vordergrund. Lipinski war Autor zahlreicher politischer und sozialpolitischer Schriften, wie beispielsweise:
- Friede auf Erden, 1893 (Theaterstück)
- Der gewerbliche Arbeitsvertrag, 1894
- Die Rechte und Pflichten des Mieters, 1900
- Der Neunuhrladenschluss, 1900
- Der Arbeitsvertrag der Handlungsgehilfen, das Recht und der Rechtsweg der Handlungsgehilfen, 1904
- Das Recht und der Rechtsweg der Handlungsgehilfen, 1904
- Das Reichsvereinsgesetz, 1908
- Die Polizei in Sachsen, 1909
- Die Sozialdemokratie von ihren Anfängen bis 1913.
- Das Volksschulgesetz in Sachsen, 1919
- Heraus aus der Kirche, 1919
- Die allgemeine Volksschule und der Religionsunterricht in der Republik Sachsen, 1919
- Der Kampf um die politische Macht in Sachsen, 1926
- Dokumente zum Sozialistengesetz, Oktober 1928
- Die Sozialdemokratie von ihren Anfängen bis zur Gegenwart (2 Bde., 1926–1929)
- sowie von 1899 bis 1933 Herausgeber des jährlichen: „Der Arbeiterführer für Leipzig“.

## Zitat
„... Und zum Schluß noch eine persönliche Note. Wenn man draußen von der Parteibewegung in Leipzig spricht, dann hat es immer einen eigenartigen Beigeschmack. Die Leipziger sind immer so etwas anrüchig in der deutschen Arbeiterbewegung. Das kommt daher, weil wir in Leipzig bisher bemüht gewesen sind, eine grundsätzliche Politik zu treiben. Wir haben alles darangesetzt, dieses Ziel zu erreichen, und dadurch haben wir es häufig natürlich mit vielen verdorben. Aber nachdem Sie hier eingekehrt sind, nachdem Sie die Leipziger einmal persönlich kennen lernen, nicht bloß vom hörensagen, werden Sie finden, daß es doch ganz nette Kerle sind mit denen sich auskommen läßt. ...“